# 2010 à Madagascar
2008 à Madagascar - 2009 à Madagascar - 2010 à Madagascar - 2011 à Madagascar - 2012 à Madagascar
 2008 par pays en Afrique - 2009 par pays en Afrique - 2010 par pays en Afrique - 2011 par pays en Afrique - 2012 par pays en Afrique -

Cet article présente les faits marquants de l'année 2010 à Madagascar.

## Chronologie

### Janvier 2010

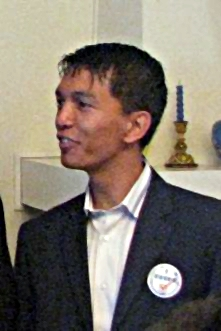
Andry Rajoelina
(novembre 2008)

- Mardi 26 janvier 2010 : le président Andry Rajoelina annonce que les élections législatives prévues le 20 mars pourraient être reportées afin d'obtenir la plus large adhésion possible[1].

- Vendredi 29 janvier 2010 : le président Andry Rajoelina était cette semaine à Paris pour une « visite privée » au cours de laquelle il aurait rencontré le secrétaire d'État français à la Coopération, Alain Joyandet et le secrétaire général de l'Élysée, Claude Guéant.

### Février 2010
- Jeudi 4 février 2010 : Amnesty International demande au gouvernement malgache d'enquêter « d'urgence » et de « façon impartiale » sur une dizaine d'homicides perpétrés à Madagascar l'an dernier par les forces de sécurité au cours de manifestations de l'opposition.

- Vendredi 19 février 2010 : l’Union africaine lance un ultimatum demandant sous peine de sanctions ciblées, l’application d’accords consensuels signés à Maputo et à Addis Abeba et prévoyant un partage du pouvoir entre les quatre mouvances impliquées dans la sortie de crise. Andry Rajoelina est sorti de ce cadre depuis décembre, en limogeant le premier ministre de consensus et en annonçant unilatéralement la tenue prochaine d’élections législatives.

### Mars 2010
- Mercredi 10 mars 2010 : la tempête tropicale « Hubert » qui a frappé la côte sud de l'île a causé la mort d'au moins 14 personnes et 32 000 personnes sont sinistrées par les intempéries. De nombreuses maisons sont détruites par les inondations.

- Lundi 15 mars 2010 : nouveau bilan de la tempête tropicale « Hubert » qui a frappé la côte sud de l'île et qui a causé la mort d'au moins 36 personnes et fait 85 000 personnes sinistrées par les intempéries. Le district d’Ikongo (environ à 300 km au sud-est de la capitale) est le plus touché avec 15 morts recensés et 9 autres morts ont été dénombrés dans le district voisin de Mananjary. De nombreux dégâts dans les infrastructures et cultures ont été répertoriés sur la façade sud-est de la Grande Ile. près de 20 000 ha de rizières ont été inondés à Midongo.

- Mercredi 17 mars 2010 :
  - Date anniversaire de la destitution de l'ex-président Marc Ravalomanana. Les forces de l'ordre ont dispersé à Antananarivo des petits groupes de quelques dizaines de manifestants qui ont plusieurs fois tenté de bloquer la circulation en installant dans le centre-ville des barrages de pierres ou de briques.
  - Expiration de l'ultimatum lancé le 19 février par l’Union africaine qui avait demandé sous peine de sanctions ciblées, l’application d’accords consensuels signés à Maputo et à Addis-Abeba et prévoyant un partage du pouvoir entre les quatre mouvances impliquées dans la sortie de crise. L'organisation décide d'imposer des sanctions à 109 personnalités malgaches, y compris l'actuel homme fort du pays Andry Rajoelina, pour leur entrave au processus de sortie de crise, « comprenant des refus de visas (interdiction de voyager), le gel d'avoirs financiers dans des établissements bancaires étrangers et des refus d'accréditation »[2],[3].
  - Le nouveau bilan de la tempête tropicale « Hubert » qui a frappé la côte sud de l'île est établi à 54 morts et à 98 000 personnes sinistrées. Un avion Transall de l'armée française transportant des vivres et du matériel d’urgence est arrivé à Madagascar.

### Avril 2010
- Mercredi 28 avril 2010 : ouverture d'une réunion de crise à Pretoria sur la constitution d'un gouvernement d'union nationale chargé de conduire le pays à des élections générales le plus rapidement possible afin de sortir la Grande Ile de l'impasse politique et de la stagnation économique actuelles.

### Mai 2010
- Mercredi 12 mai 2010 : le président de transition, Andry Rajoelina, annonce un calendrier de sortie de crise, prévoyant un référendum constitutionnel le 12 août qui devait ouvrir la voie à des élections législatives le 30 septembre et à une élection présidentielle le 26 novembre. Il affirme qu'il ne serait pas candidat « à l'élection présidentielle pour terminer la transition dans la neutralité », assurant que son « seul but est de mettre en place la quatrième République »[4]. Ce calendrier est rejeté en bloc par l'opposition, qui réclame l'application d'accords de sortie de crise signés courant 2009 sous l'égide de la communauté internationale.

- Jeudi 20 mai 2010 : une fusillade, a opposé à Antananarivo des mutins du corps d'élite de la gendarmerie aux forces de sécurité loyales au régime en place, lorsqu'elles sont venues démanteler des barrages installés par des éléments du FIGN. Les combats dans la matinée ont fait un mort et 5 blessés, tous par balle, dont 3 civils.

- Mercredi 26 mai 2010 : le Grèbe roussâtre (Podiceps rufolavatus),  un oiseau des marais aperçu  pour la dernière fois dans l'est de Madagascar, est officiellement déclaré disparu, après 25 années sans observations. Il a été victime d'un poisson carnivore introduit dans le lac d'Alotra, son dernier habitat connu, mais aussi des filets en nylon utilisés par les pêcheurs.

### Juin 2010
- Lundi 28 juin 2010 : La Commission électorale nationale indépendante annonce le report sine die du référendum constitutionnel initialement prévu le 12 août,  en raison du retard dans la rédaction du projet de nouvelle Constitution.

### Août 2010
- Vendredi 13 août 2010 : près de  100 partis politiques signent avec le président Andry Rajoelina un « accord politique » qui prévoit un calendrier électoral aboutissant à une nouvelle élection présidentielle en mai 2011 et s'engagent « à œuvrer ensemble et mettre en commun leurs efforts dans la recherche d'une solution de sortie de crise ». La première étape du processus électoral sera une conférence nationale, organisée « conjointement » par la société civile malgache et les partis signataires. Elle se déroulera du 30 août au 3 septembre, et sera suivie  d'un référendum constitutionnel, le 17 novembre. Des élections législatives seront ensuite organisées le 16 mars 2011, avant un scrutin présidentiel deux mois plus tard. Entre-temps, Andry Rajoelina « continuera d'exercer les fonctions de président de la transition jusqu'à l'investiture du président de la IVe République ». Le premier ministre et le gouvernement « seront désignés parmi des personnalités proposées de manière concertée par les partis et associations politiques ». L'accord prévoit en outre la création d'une Chambre haute et d'une Chambre basse sous le nom de « Congrès de la transition » dans lequel tous les partis seront représentés[5].

- Lundi 16 août 2010 : le 30e sommet de la Communauté de développement d'Afrique australe (SADC), présidé par le président namibien Hifikepunye Pohamba, s'est ouvert à Windhoek pour discuter de la situation au Zimbabwe ainsi qu'à Madagascar et avancer sur « l'intégration économique et le développement » de la région[6].

- Lundi 23 août 2010 : une collision entre un Boeing 777 de la compagnie française Air Austral et un Airbus A330 de Yemenia a été évitée de justesse en début de semaine au large de Madagascar. Ce dernier volant 300 mètres plus haut, aurait entamé sa descente sur l'aéroport de Moroni sans demander l'autorisation au centre de contrôle de Tananarive[7].

- Samedi 28 août 2010 : l'ancien président Marc Ravalomanana est condamné par contumace aux travaux forcés à perpétuité, pour complicité de meurtre dans le cadre de la crise qui s'est achevée par son éviction en février 2009. La garde présidentielle avait ouvert le feu sur les manifestants anti-gouvernementaux marchant sur le palais présidentiel à Antananarivo, faisant au moins 25 morts.

### Septembre 2010
- Lundi 13 septembre 2010 : ouverture au centre de conférences d’Ivato à Antananarivo  de la « conférence nationale » pour résoudre la crise politique en dépit de l’absence d’acteurs majeurs et de nombreuses incertitudes sur le déroulement même de cette réunion. Les débats devraient aborder notamment les thèmes de la gestion de la transition, de la Constitution, de l’organisation des prochaines élections et de la réconciliation nationale, en présence d'environ 4 000 représentants de la société civile et des partis politiques, venus de tous le pays. Les délégués des trois principales mouvances d'opposition des anciens présidents Marc Ravalomanana, Didier Ratsiraka et Albert Zafy, sont absents, affirmant ne pas vouloir « cautionner cette démarche vouée à l’échec » sans retour des exilés politiques et dissolution du gouvernement de transition.

### Octobre 2010
- Mardi 12 octobre 2010 : une nouvelle espèce de petit carnivore, connue sous le nom de Vontsira Durrell (Salanoia durrelli) a été identifiée par des chercheurs. Il s'adit d'un petit carnivore brun moucheté, de la taille d’un chat, qui vit dans les marais de la zone humide du lac Alaotra (centre Est). L’habitat de Vontsira Durrell a souffert d’un certain nombre de menaces au cours des dernières décennies, des poissons introduits envahissants à l’ensablement et à la pollution par les engrais et les pesticides[8].

### Novembre 2010
- Mercredi 17 novembre 2010 :
  - Ouverture du référendum sur la nouvelle Constitution se voulant la première étape d’un processus de sortie de crise initié en août par Andry Rajoelina et une centaine de partis politiques. Ce processus prévoit des législatives en mars et une présidentielle en mai.
  - À la mi-journée, le général Noël Rakotonandrasana, accompagné d'une vingtaine d'officiers, proclame au cours d'une conférence de presse avoir renversé le régime d'Andry Rajoelina, « suspendu toutes les institutions existantes » et avoir créé un « Comité militaire » pour « gérer les affaires du pays ». Cet ancien ministre des Forces armées, limogé en avril dernier, déjà sur fond de rumeur de tentative de coup d'État et actuellement sans affectation s'exprimait  depuis un camp militaire proche de l'aéroport d'Antananarivo. Cette déclaration est restée toute la journée sans effet perceptible dans la capitale, où aucun déploiement militaire ou incident n'a été constaté jusque dans la soirée.
  - En réponse à la déclaration des mutins, le président Andry Rajoelina déclare : « L'État prendra ses responsabilités » face aux mutins, car « il y a des velléités de troubles de la part de certains qui veulent mettre des bâtons dans les roues de la transition ». Les opérations de vote se sont poursuivies normalement jusqu'à 18 heures locales, avec une relative affluence malgré de « brèves échauffourées près de l'aéroport » entre les forces de l'ordre et quelques centaines de manifestants anti-gouvernementaux, qui tentaient d'ériger des barricades pour prévenir toute intervention de l'armée dans le camp des officiers rebelles, visiblement déserté[9],[10].

- Jeudi 18 novembre 2010 : les officiers mutins, responsables de la tentative de coup d'État de la veille, sont toujours retranchés dans leur caserne à proximité de l'aéroport d'Antananarivo. Des négociations sont en cours. La capitale vit quant à elle à son rythme habituel, avec des magasins ouverts et des embouteillages dans les principales artères, sans présence militaire visible particulière[11].

- Vendredi 19 novembre 2010 : ouverture du procès devant la Cour d'assise de Paris d'un Malgache et d'un Pakistanais accusés d'avoir décimé une famille française à la kalachnikov lors d'une fête de famille dans la banlieue d'Antananarivo. Cinq membres d'une même famille française d'origine indo-pakistanaise, ont été tués et 3 autres ont été blessés, par 3 hommes en armes qui ont ouvert le feu[12].

- Samedi 20 novembre 2010 : après trois jours de négociation, l'armée malgache a lancé une opération contre la caserne de la périphérie d'Antananarivo, où est basé depuis mercredi un groupe d'une vingtaine d'officiers mutins, à environ 15 km en périphérie de la capitale et à quelques centaines de mètres de l'aéroport international d'Ivato. L'intervention des 400 soldats a duré moins d'une heure avec quelques échanges de tirs, n'a pas fait de victime, et les vingt militaires mutins, qui étaient dirigés par un ex-ministre des Forces armées, le général Noël Rakotonandrasana,  se rendus[13].

- Lundi 22 novembre 2010 : proclamation des résultats du référendum du 17 novembre sur une nouvelle Constitution. Le « oui » l'emporte avec 74,13 % des voix. Le taux de participation a atteint 52,91 % des inscrits contre 43 % lors du précédent référendum. Il doit être suivi d’élections municipales en décembre, de législatives en mars et d’une présidentielle en mai, conformément à un accord politique signé en août entre le pouvoir et une centaine de partis politiques. Les trois mouvances des anciens présidents Ravalomanana, Didier Ratsiraka et Albert Zafy, aujourd'hui dans l'opposition, refusent ce processus et ont appelé au boycottage de la consultation. La communauté internationale n'a pas non plus donné son assentiment à ce plan, jugeant l’initiative « pas assez consensuelle »[14].

- Vendredi 26 novembre 2010 : le doyen des juges d'instruction, Raymond Ranjeva, a été « inculpé pour complicité d’incitation aux troubles, à la guerre civile et à la déstabilisation », et placé en liberté provisoire alors que onze officiers impliqués dans la mutinerie du 17 novembre ont été placés sous mandat de dépôt. Ancien recteur de la faculté d’Antananarivo et ancien vice-président de la Cour Internationale de Justice de La Haye, il avait lancé le 12 octobre un appel pour une « vraie transition neutre  » dont il aurait pris la tête, et les enquêteurs ont fait le rapprochement avec la tentative de putsch militaire du 17 novembre, le jour du référendum constitutionnel[15].

### Décembre 2010
- Vendredi 10 décembre 2010 : selon le Programme alimentaire mondial, la sécheresse qui frappe l’extrême sud de Madagascar depuis deux ans menace 720 000 personnes de pénurie alimentaire voire de famine. 53 communes situées dans les régions Atsimo Andrefana, Androy et Anosy, ont été classées « en difficulté alimentaire », contre 45 en 2009 et 31 en 2008. En 2010, 80 % des récoltes de maïs ont été décimées dans huit districts autrefois considérés comme grenier à blé du sud de l'île et « il n’y a plus de semences pour la prochaine campagne agricole, les gens ont tout consommé »[16].